# Glory to the King
Glory to the King ist im Badminton ein Einladungsturnier in Thailand. Mit der Veranstaltung wird der thailändische König geehrt. Das Turnier wurde erstmals im Dezember 2014 ausgetragen. Das Turnier wurde von der BWF offiziell sanktioniert.

## Die Sieger
| Saison | Herreneinzel | Herrendoppel                   | Mixed                         |
| ------ | ------------ | ------------------------------ | ----------------------------- |
| 2014   | Lin Dan      | Hendra Setiawan Mohammad Ahsan | Tontowi Ahmad Liliyana Natsir |